# Masgo
Masgo, également orthographié Masgho, est une commune rurale située dans le département de Toécé de la province du Bazèga dans la région du Centre-Sud au Burkina Faso.

## Géographie
Masgo est situé à moins d'un kilomètre à l'est de la route nationale 5 et à 2 km au nord de Toécé.

## Santé et éducation
Masgo accueille un dispensaire isolé mais le centre de soins le plus proche du village est le centre de santé et de promotion sociale (CSPS) de Toécé.